# NGC 539
NGC 539 (другие обозначения — NGC 563, ESO 542-10, MCG −3-4-63, NPM1G −18.0062, PGC 5269) — спиральная галактика с перемычкой (SBc) в созвездии Кит. Открыта Фрэнком Ливенвортом в 1886 году, описывается Дрейером как «очень тусклый, очень маленький объект круглой формы».
Этот объект занесён в новый общий каталог несколько раз, с обозначениями NGC 539, NGC 563.
В 2008 году в этой галактике вспыхнула сверхновая SN 2008gg типа Ia.
Этот объект входит в число перечисленных в оригинальной редакции «Нового общего каталога».